# Вілер (Індіана)
Вілер (англ. Wheeler) — переписна місцевість (CDP) в США, в окрузі Портер штату Індіана. Населення — 435 осіб (2020).

## Географія
Вілер розташований за координатами 41°30′38″ пн. ш. 87°10′16″ зх. д. / 41.51056° пн. ш. 87.17111° зх. д. (41.510470, -87.171223).  За даними Бюро перепису населення США в 2010 році переписна місцевість мала площу 6,88 км², уся площа — суходіл.

## Демографія
Згідно з переписом 2010 року, у переписній місцевості мешкали 443 особи в 167 домогосподарствах у складі 122 родин. Густота населення становила 64 особи/км².  Було 184 помешкання (27/км²).
Расовий склад населення:
| - 94,1 % — білих - 1,8 % — корінних американців - 0,9 % — чорних або афроамериканців - 0,2 % — вихідців з тихоокеанських островів - 0,2 % — азіатів |

До двох чи більше рас належало 2,5 %. Частка іспаномовних становила 4,5 % від усіх жителів.
За віковим діапазоном населення розподілялося таким чином: 25,3 % — особи молодші 18 років, 61,2 % — особи у віці 18—64 років, 13,5 % — особи у віці 65 років та старші. Медіана віку мешканця становила 37,5 року. На 100 осіб жіночої статі у переписній місцевості припадало 92,6 чоловіків;  на 100 жінок у віці від 18 років та старших — 89,1 чоловіків також старших 18 років.
Середній дохід на одне домашнє господарство  становив 58 912 долари США (медіана — 53 839), а середній дохід на одну сім'ю — 60 179 доларів (медіана — 58 000). За межею бідності перебувало 2,6 % осіб, у тому числі 0,0 % дітей у віці до 18 років та 0,0 % осіб у віці 65 років та старших.
Цивільне працевлаштоване населення становило 181 осіб. Основні галузі зайнятості: освіта, охорона здоров'я та соціальна допомога — 24,3 %, виробництво — 14,4 %, будівництво — 13,8 %.